# Holzbach
Holzbach ist eine Ortsgemeinde im Rhein-Hunsrück-Kreis in Rheinland-Pfalz. Sie gehört der Verbandsgemeinde Simmern-Rheinböllen an.

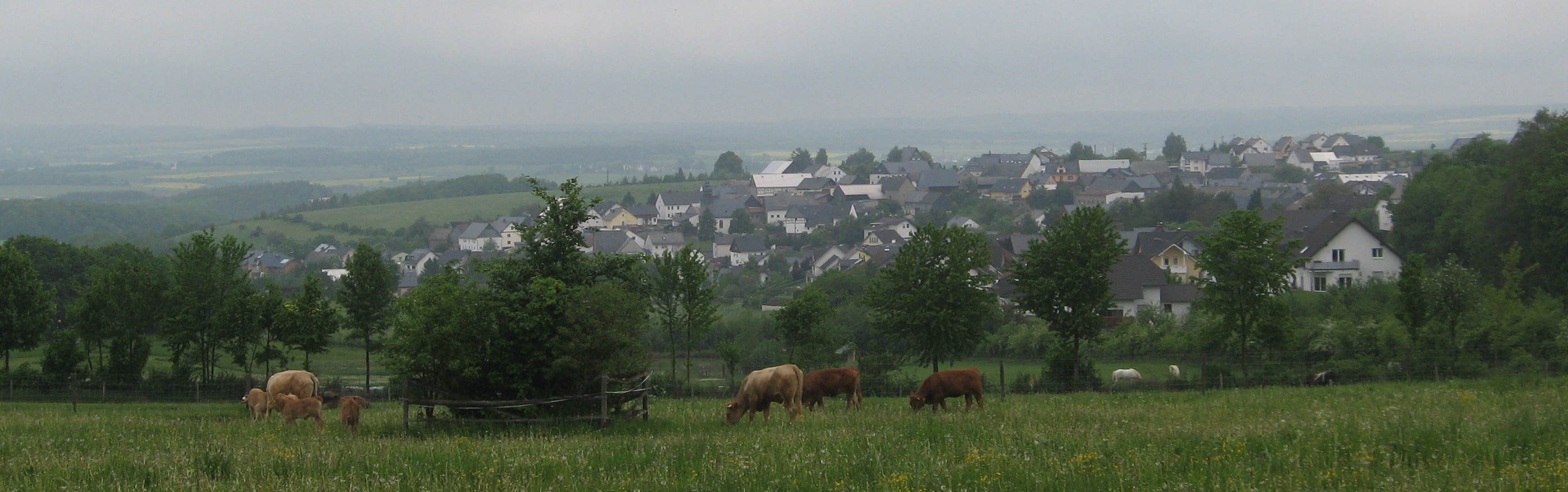
Holzbach

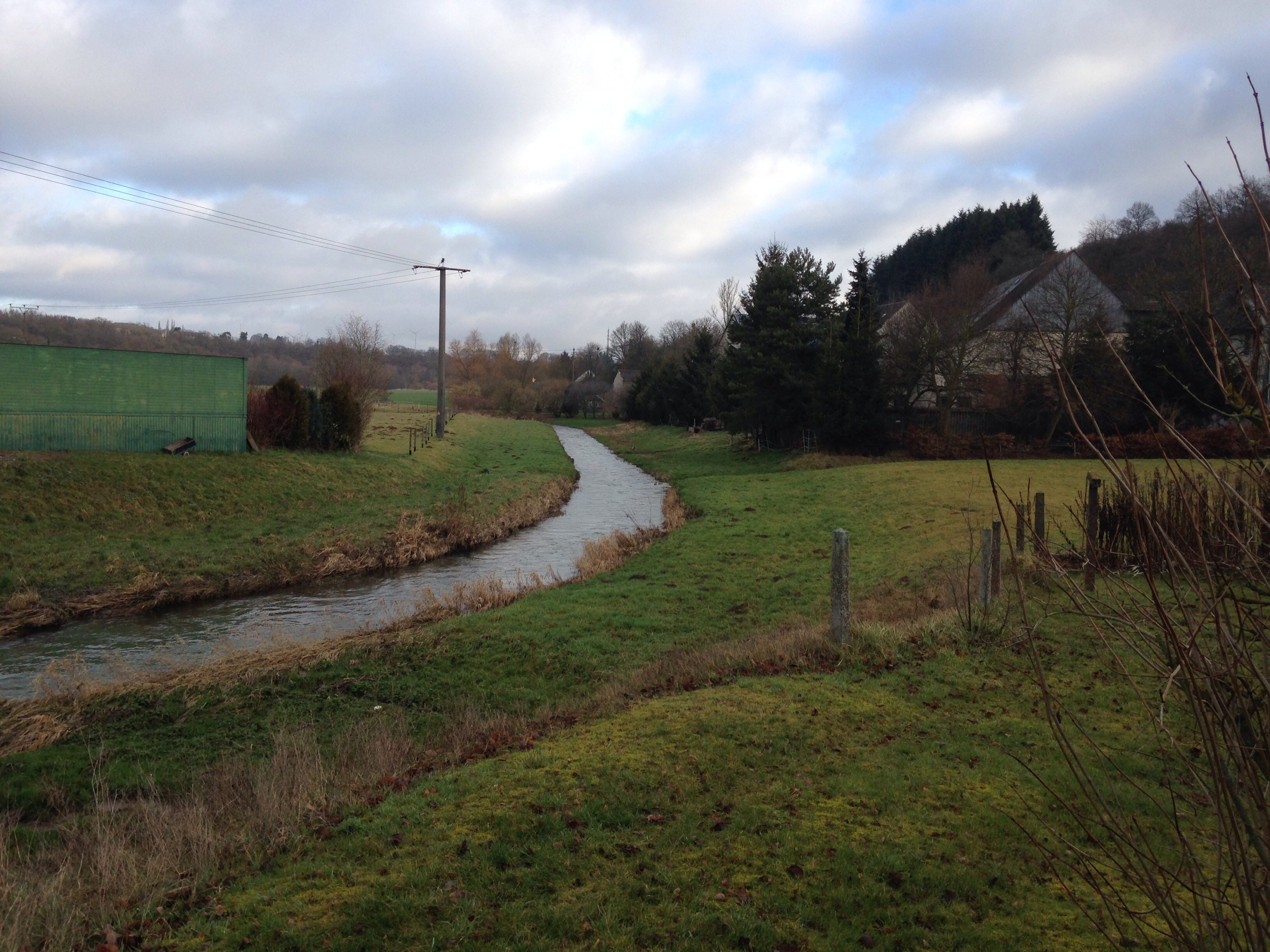
Der namensgebende Holzbach

## Geographie
Der Ort Holzbach liegt in der Mittelgebirgslandschaft des Hunsrücks in einer Hang- und Muldenlage, durch den der Holzbacher Bach Richtung Ohlweiler fließt und in den Simmerbach mündet. Etwa 0,60 km² der gesamten Gemeindefläche von 5,03 km² sind mit Wald bedeckt. Hier ist die vorherrschende Waldform der Mischwald. Die ländliche Wohngemeinde ist 5 km von der Kreisstadt Simmern entfernt.

### Infrastruktur
Durch Holzbach verläuft die L 108. Die Landstraße 168, Teil der deutschen Alleenstraße, führt außerhalb des Ortskernes am Ort vorbei. Die Anbindung an den überörtlichen Verkehr ist über die etwa 3 km vom Ort entfernte B 50 gegeben. Der Flughafen Frankfurt-Hahn befindet sich etwa 20 km in westlicher Richtung von Holzbach. Die am nächsten gelegenen Hauptbahnhöfe befinden sich in Koblenz, Bingen, Bad Kreuznach und Mainz.

### Ortsbeschreibung und Besonderheiten
An der Hauptstraße, die durch den Ortskern führt, liegt zentral das Gemeindehaus, das als Mehrzweckhaus ausgerichtet ist. In unmittelbarer Nähe steht noch das alte Raiffeisenlager, in dem Freiwillige Feuerwehr, Jugendfeuerwehr und Jugendraum ihren Platz gefunden haben.
Ein weiteres Bauwerk von Bedeutung ist die evangelische Kirche in unmittelbarer Nähe.
Auf der Gemarkung Holzbach sind drei alte Eichen, die als Naturdenkmal ausgewiesen sind.

### Nachbarorte
| Ohlweiler  | Simmern                                     | Mutterschied             |
| Belgweiler | Kompassrose, die auf Nachbargemeinden zeigt | Riesweiler und Argenthal |
| Sargenroth | Tiefenbach                                  | der Soonwald             |

## Geschichte
Die erste schriftliche Erwähnung von Holzbach ist aus dem Jahr 1346. Doch Funde aus der Jungsteinzeit und der Römerzeit belegen eine deutlich frühere Besiedelung.
Mit der Besetzung des linken Rheinufers 1794 durch französische Revolutionstruppen wurde der Ort französisch, 1815 wurde er auf dem Wiener Kongress dem Königreich Preußen zugeordnet. Das Simultaneum wurde 1921 aufgelöst; 1926 eine neue Volksschule erbaut.
Während des Zweiten Weltkrieges wurden etwa 100 Männer aus Holzbach eingezogen, von denen 25 während des Krieges fielen. Einiges Aufsehen zog die Notlandung einer deutschen Bf 109 in der Nähe der Linde im Jahr 1944 auf sich.  Am 16. März 1945 erreichten um 7 Uhr morgens amerikanische Panzertruppen Holzbach. Das Dorf leistete keinen Widerstand, jedoch wurden Häuser an der Hauptstraße von amerikanischen Truppen beschossen. Ein Flüchtling wurde getötet und eine Frau verletzt.
Seit 1946 ist der Ort Teil des damals neu gegründeten Landes Rheinland-Pfalz.

## Wappen
| Wappen von Holzbach | Blasonierung: „Gespalten; vorne pfahlweise gerautet (-geweckt) in Silber (Weiß) und Blau, belegt mit einem rotbewehrten und -bezungten goldenen (gelben) Löwen, hinten in Rot über einem schräglinken goldenen (gelben) Wellenbalken, drei goldene (gelbe) Getreideähren, die mittlere aufrecht.“ |
| Wappen von Holzbach | Wappenbegründung: Das von Willi Wagner aus Ohlweiler entworfene und am 15. Februar 1980 durch die Bezirksregierung Koblenz genehmigte Wappen zeigt vorn die Symbole der ehemaligen kurpfälzischen Landesherren und erinnert gleichzeitig an das frühere Fürstentum Pfalz-Simmern. Die Ähren stehen für die Landwirtschaft und der Wellenbalken steht sowohl redend für den Ortsnamen als auch für den durch den Ort fließenden Holzbach. |

## Politik

### Bürgermeister
Ortsbürgermeister ist Heinz-Jürgen Scherer. Bei der Kommunalwahl am 25. Mai 2014 war kein Kandidat angetreten, er wurde am 7. Juli 2014 durch den Gemeinderat gewählt. Er wurde im Juni 2019 und im Juli 2024 jeweils durch den Gemeinderat wiedergewählt.

## Sonstiges

### Öffentliche Einrichtungen
Der kommunale Kindergarten ist in Tiefenbach untergebracht, kirchliche Kindergärten befinden sich in Simmern. Der Ort liegt im Schulbezirk der Grundschule in Riesweiler.

### Spezialitäten
In der örtlichen Nähe von Holzbach ist der Hoolsbacher als ein guter Obstschnaps, meist aus der Zwetschge, bekannt. Eine weitere Spezialität ist der Hoolsbacher Beereflaare, ein Kuchengebäck mit Teilen aus getrockneten Birnen.